# 蒋建清
蒋建清(1963年4月-)，浙江富阳人，工学博士、教授，1986年3月加入中共，1986年6月参加工作。2014年5月任南京信息工程大学校长。

## 简历
浙江大学本科、硕士研究生毕业。1986年任杭州电子工业学院教师。1990年取得东南大学材料系博士，后留校任教，历任材料系讲师、副教授、教授、材料科学与工程学院院长。2008年12月任南京信息工程大学副校长。2012年7月任南京信息工程大学党委副书记、纪委书记；